# Luís Felipe Fernandes
Luís Filipe Silva Fernandes, nascido em 2 de dezembro de 1987, é um corredor ciclista português, membro da equipa Aviludo-Louletano.

## Biografia
Em 2012, Luís Fernandes alinhou na equipa OFM-Valongo. Com esta, obtém vários lugares de honra, terminando quinto da Clássica de Pascua, nono da Volta a Portugal do Futuro e décimo do campeonato de Portugal sobre estrada.
Em 2013, a sua formação OFM adquire o status de equipa continental. Luís Fernandes torna-se em corredor profissional. Ao mês de maio, toma a terça da Subida à Glória, uma contrarrelógio em costa disputada sobre das pavés a Lisboa e celebrando as seu centenário anos de existência Durando o verão, participa ao Troféu Joaquim-Agostinho depois na Volta a Portugal, duas competições onde joga um papel de gregário para os seus líderes Eduard Prades, Gustavo César Veloso e Alejandro Marque. Em 2015, impõe-se sobre o Circuito de Malveira
Em 2017, Luís Fernandes é sexto de uma etapa sobre o Grande Prémio Internacional Beiras e Serra da Estrela, oitavo do Circuito de Nafarros, nono do Circuito de Malveira, décimo do grande Prêmio de Mortágua Em final de ano, está contratado para a estação seguinte pela formação Louletano-Hospital de Loulé, que toma o nome Aviludo-Louletano-Uli em 2018. Em junho, classifique-se sétimo no campeonato de Portugal.

## Palmarés
- 2013
  - 3.º da Subida à Glória
- 2015
  - Circuito da Malveira
- 2018
  - Circuito de Póvoa da Galega